# Summer Bishil
Summer Bishil,  née le 17 juillet 1988 à Pasadena (Californie), est une actrice américaine. Elle est surtout connue pour son rôle de Margo Hanson dans la série de fantasy The Magicians sur Syfy, dans laquelle elle a joué entre 2015 et 2020.
Elle s’est d’abord fait connaître en jouant le rôle d’une adolescente dans le film Tabou(s) en 2007, pour lequel elle a été nommée pour un Independent Spirit Award de la meilleure actrice. Au cours des années suivantes, elle a eu de petits rôles dans des films comme Le Dernier Maître de l’air (2010) et des séries télévisées comme Beverly Hills : Nouvelle Génération (2011), avant d’être l’actrice principale de l’éphémère série Lucky 7 sur ABC (2013). 

## Biographie

### Jeunesse
Summer Bishil est née à Pasadena, en Californie,, et est la benjamine de trois enfants. Sa mère est Mexicano-Américaine et son père est d’origine indienne,. En 1991, alors qu’elle avait trois ans, sa famille a déménagé en Arabie saoudite puis à Bahreïn,,, où Summer Bishil et son frère ont fréquenté des écoles britanniques et américaines.
Les attaques terroristes du 11 septembre 2001 ont incité sa famille à retourner aux États-Unis. Ils ont déménagé dans une communauté mormone à San Diego où elle a fréquenté un lycée public (non confessionnel) pendant une semaine,. En raison de la tension post-11 septembre aux États-Unis, ses camarades de classe ne l’ont pas accueillie avec bienveillance. Elle a déclaré que le retour n’avait pas été facile : « Je détestais ça. On m’a traitée de pute le premier jour d’école, et quelqu’un a dit qu’il pensait que mon père finançait le terrorisme. J’étais certaine que personne ne voudrait jamais être mon ami là-bas. J’ai eu des crises de panique la première année de ma vie [à San Diego]. », La famille a ensuite déménagé à Arcadia, où la mère de Summer l’a scolarisée à domicile,. Elle a suivi des cours au collège communautaire Citrus College de Glendora, dans la banlieue de Los Angeles.

### Carrière
Bishil a commencé à prendre des cours de comédie à l’âge de 14 ans. En l’espace d’un an, elle a signé un contrat avec un manager et une agence artistique. Son premier rôle, dans la série comique passagère Just for Kicks (en) sur Nickelodeon, fut suivi d’apparitions dans plusieurs autres émissions pour enfants.
La percée artistique de Summer Bishil est arrivée avec le rôle principal du film d’Alan Ball, Tabou(s) en 2007, une adaptation du roman Towelhead d’Alicia Erian. Dana Stevens, critique à Slate, a écrit : « Son interprétation est la chose la plus authentique dans un film qui, malgré toutes ses bonnes intentions, sonne complètement faux et d’une manière embarrassante, comme un message d’intérêt public trop long sur les attouchements indésirables. », Bob Strauss, qui écrit pour plusieurs journaux de Los Angeles, déclare que Bishil « … est l’une des meilleures actrices de cinéma spontanées à émerger depuis des années. », Gary Goldstein, dans une critique du film Tabou(s) parue dans le Los Angeles Times, affirme que « … la nouvelle venue Summer Bishil livre une performance pleine de cran et captivante dans son personnage de Jasira. »,
En 2009, elle a tourné dans Droit de passage, film de Wayne Kramer avec Harrison Ford, Ray Liotta et Ashley Judd, une interprétation qui a attiré des commentaires favorables de Jay Reiner d’Associated Press. Elle a été choisie pour incarner Azula dans Le Dernier Maître de l’air de M. Night Shyamalan, en 2010, et devait être l’antagoniste principal du 2e film de la trilogie The Last Airbender au cinéma, planifiée mais jamais produite.
En 2013, Summer Bishil a été choisie pour être Samira, l’un des rôles principaux de l’éphémère série dramatique Lucky 7 sur ABC,. À la fin de 2014, elle obtient le rôle de Margo Hanson dans la série de fantasy The Magicians sur Syfy, adaptée de la série de romans Les Magiciens de Lev Grossman, qui s’est terminée après cinq saisons.

## Filmographie

### Au cinéma
- 2007 : Tabou(s) (Towelhead) : Jasira Maroun
- 2009 : Droit de passage (Crossing Over) : Taslima Jahangir
- 2010 : Mooz-lum (en) : Iman
- 2010 : Public Relations (court métrage) : Sara
- 2010 : Le Dernier Maître de l’air (The Last Airbender) : Azula
- 2013 : La Rançon de la gloire (Lip Service) : Priscilla Santos
- 2018 : Under the Silver Lake : l'ex-petite amie de Sam
- À venir : Four Samosas : Rina

### Télévision

#### Séries télévisées
- 2005 : Des jours et des vies :  Stacey (1 épisode)
- 2006 : Just for Kicks (en) : Stacey (1 épisode)
- 2006 : Drake et Josh : Tabitha (1 épisode)
- 2006 : Hannah Montana : Rachel (1 épisode)
- 2009 : Three Rivers : Karen Rollins (1 épisode)
- 2010 : The Whole Truth : Michelle Penner (1 épisode)
- 2011 : Beverly Hills : Nouvelle Génération : Leila Shirazi (4 épisodes)
- 2013–2014 : Lucky 7 : Samira Lashari (8 épisodes)
- 2014 : New York, unité spéciale : Heba Salim (1 épisode)
- 2015 : iZombie : Eliza Marquette (1 épisode)
- 2015–2020 : The Magicians : Margo Hanson (65 épisodes)

#### Téléfilms
- 2006 : Les Sorcières d’Halloween 4 (Return to Halloweentown) : Aneesa le génie
- 2013 : Tempête à Las Vegas : Serena

### Voix francophones
Summer Bishil est doublée en version française par :
- Fily Keita dans Les Sorcières d'Halloween 4
- Karine Foviau dans Droit de passage
- Joséphine Ropion dans 90210 Beverly Hills : Nouvelle Génération et The Magicians

En version québécoise, par :
- Sarah-Jeanne Labrosse dans Tabou(s)
- Émilie Bibeau dans Droit de passage

## Distinctions
| Année | Récompense                | Catégorie                            | Œuvre    | Résultat   | Réf.   |
| ----- | ------------------------- | ------------------------------------ | -------- | ---------- | ------ |
| 2008  | Young Hollywood Awards    | One to Watch (meilleur espoir)       | Tabou(s) | Lauréat    | [ 18 ] |
| 2008  | Independent Spirit Awards | Best Female Lead (meilleure actrice) | Tabou(s) | Nomination | ,      |

### Citations originales
1. ↑  I hated it. I was called a whore on the first day of school, and somebody said they thought my dad funded terrorism. I just knew that nobody was ever going to want to be my friend there. I had panic attacks the first year of my life here.
2. ↑  Her performance is the truest thing in a movie that, for all its good intentions, feels thoroughly phony and mildly embarrassing, like an extended PSA about inappropriate touching.
3. ↑  …is one of the finest natural film actresses to emerge in years.
4. ↑  …newcomer Summer Bishil turns in a gutsy, quietly riveting performance as Jasira.